# Złota książeczka
Złota książeczka – rzekoma bulla papieża Grzegorza XVI skierowana do chłopów polskich, głosząca likwidację wszelkiej własności i wzywająca do walki z zaborcą.
Złota książeczka rozpowszechniana była w latach 40. XIX w. przez spiskowców ze Związku Chłopskiego na terenie Królestwa Polskiego przede wszystkim w Lubelskiem i Kieleckiem. Prawdopodobnie zredagowana została przez Piotra Ściegiennego.